# Grodzisk (Łódź)
Pour les articles homonymes, voir Grodzisk.
Grodzisk (prononciation [ˈɡrɔd͡ʑisk]) est un village de la gmina de Dmosin, du powiat de Brzeziny, dans la voïvodie de Łódź, situé dans le centre de la Pologne.
Il se situe à environ 3 kilomètres au sud-est de Dmosin (siège de la gmina), 13 kilomètres au nord de Brzeziny (siège du powiat) et 26 kilomètres au nord-est de Łódź (capitale de la voïvodie).

## Administration
De 1975 à 1998, le village était attaché administrativement à l'ancienne voïvodie de Skierniewice.

Depuis 1999, il fait partie de la nouvelle voïvodie de Łódź.